# Stefan Billes

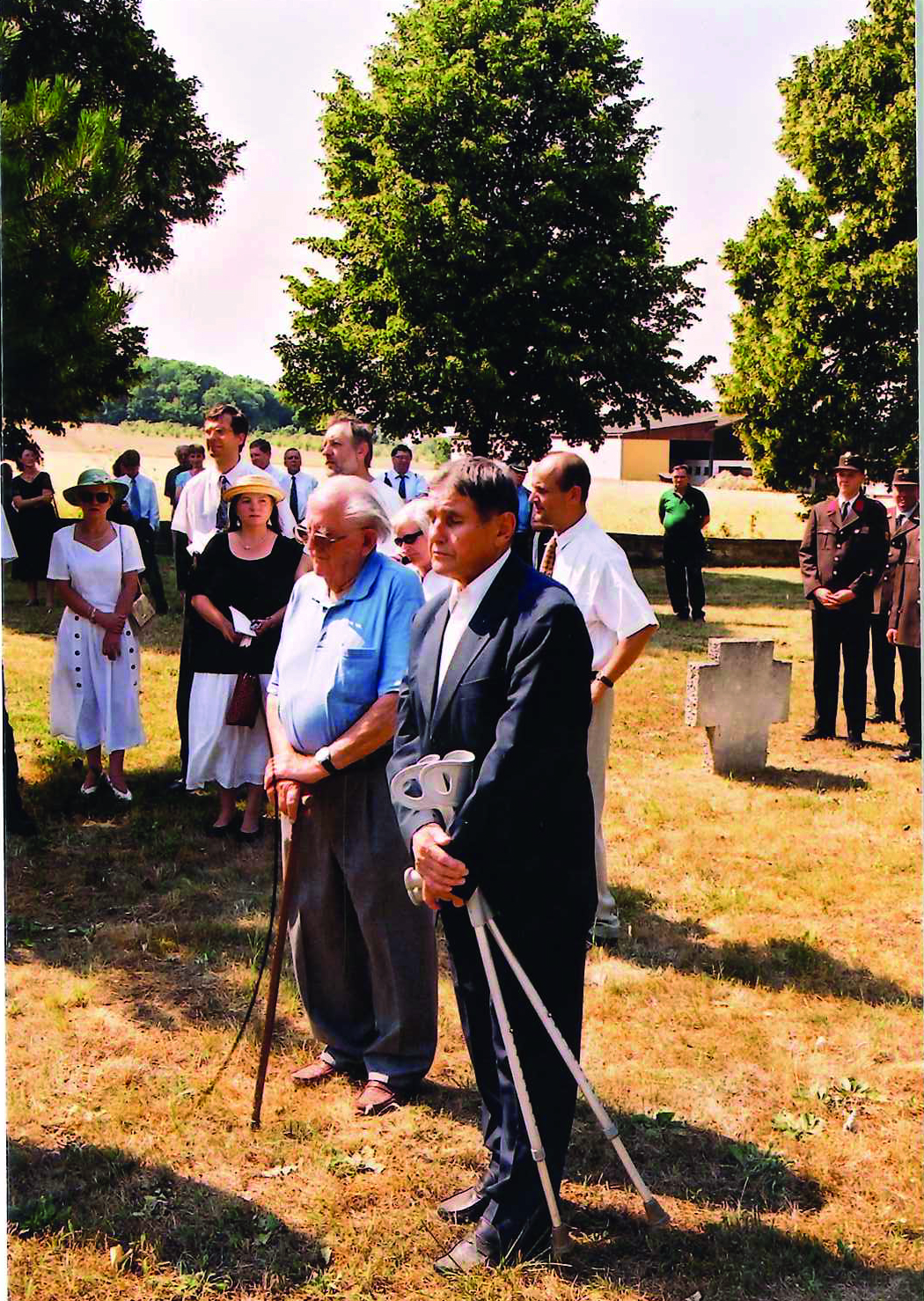
Friedhof des ehem. Kriegsgefangenenlagers Kaisersteinbruch, vorne li. Stefan Billes, re. Hans Anthofer, dahinter Klara Köttner-Benigni, Walter Benigni, Juni 2000

Stefan Billes (* 11. Dezember 1909 in Kleinhöflein im Burgenland; † 27. Jänner 2002) war ein österreichischer Politiker der SPÖ. Billes war Abgeordneter im Burgenländischen Landtag und Landesrat in der Burgenländischen Landesregierung.

## Leben
Billes wurde als Sohn des Landarbeiters Stefan Billes aus Kleinhöflein geboren. Sein Vater verstarb 1917 in einem Kriegsgefangenenlager in Sibirien. Billes besuchte die Volksschule Kleinhöflein und war danach Bauhilfsarbeiter und Bauarbeiter. 1930 wurde er zum Lokalobmann der SJ-Eisenstadt gewählt und wurde 1932 deren Bezirksobmann. Zudem war er ab 1933 als Redakteur der „Burgenländischen Freiheit“ tätig.

### Anhaltelager Wöllersdorf
Billes, zwischen 1930 und 1934 auch Landesführer der Roten Falken, wurde 1934 im Zuge des Österreichischen Bürgerkriegs inhaftiert und 42 Tage in Polizeihaft genommen. 1936 wurde er drei Monate im Anhaltelager Wöllersdorf interniert.

### KZ Dachau
Nach der Machtübernahme der Nationalsozialisten wurde Billes am 1. April 1938 im Zuge des sogenannten Prominententransports in das KZ Dachau gebracht, wo er bis 20. September 1938 inhaftiert blieb. Danach war er von 1938 bis 1945 als Bauschreiber beschäftigt und in Wien, in besetzten Gebieten der ČSR, der Sowjetunion und Polens und zuletzt in Vorarlberg tätig.
Billes wurde nach dem Zweiten Weltkrieg zwischen 1945 und 1948 1. Landesparteisekretär der SPÖ und war zudem von 1945 bis 1968 Landesobmann der Kinderfreunde. Er war gewerkschaftlich engagiert, wirkte von 1948 bis 1956 als Landessekretär des ÖGB, war von 1959 Vorstandsmitglied der Arbeiterkammer und von 1968 bis 1983 Landesobmann des SPÖ-Pensionistenverbandes. Zudem hatte Billes zwischen 1948 und 1956 das Amt des Obmanns der Gebietskrankenkasse inne.
Billes war zwischen dem 4. November 1949 und dem 5. Mai 1964 sowie zwischen dem 17. April 1964 und dem 26. Mai 1964 Abgeordneter zum Burgenländischen Landtag. Zudem war er vom 22. Juni 1965 bis zum 28. Juni 1966 Landesrat in den Landesregierungen Wagner I, Wagner II, Lentsch und Bögl.

## Privates
Billes war verheiratet und war Vater eines Sohnes und einer Tochter. Er wurde in Eisenstadt begraben.

## Auszeichnungen
- 1961: Großes Goldenes Ehrenzeichen für Verdienste um die Republik Österreich[2]